# Kuwait Petroleum Corporation
Kuwait Petroleum Corporation — государственная нефтегазовая корпорация Кувейта. Её доказанные запасы нефти составляют 111 млрд баррелей, природного газа — 1,8 трлн м³; среднесуточная добыча — 3,4 млн баррелей (3-й в мире показатель).

## История
История корпорации началась с создания в Лондоне 2 февраля 1934 года Kuwait Oil Company (Кувейтской нефтяной компании). Её соучредителями были Англо-Персидская нефтяная компания (современная BP) и американская Gulf Oil Corporation. В декабре того же года она получила концессию на разведку и добычу нефти на всей территории Кувейта сроком на 75 лет. Разведочное бурение началось в 1936 году, первая нефть была получена 22 февраля 1938 года, тогда было открыто месторождение Большой Бурган. В июле 1942 года разработка нефти была временно прекращена и возобновлена в 1945 году, в июне 1946 года начался экспорт кувейтской нефти. К 1950 году добыча нефти достигла 125,7 млн баррелей в год, а в 1955 году Кувейт вышел на первое место среди ближневосточных стран — 400 млн баррелей. В 1955 году были открыты месторождения Раудатайн и Минагиш. Лишь к концу 1960-х годов Саудовская Аравия и Иран потеснили Кувейт с первого места по уровню добычи.
С 1952 года Кувейт начал получать половину от вырученного от продажи нефти. К началу 1960-х годов уровень ВВП на душу населения в Кувейте стал одним из самых высоких в мире, началось развитие инфраструктуры страны. В 1960 году Кувейт стал соучредителем Организации страны экспортеров нефти, в том же году была основана Кувейтская национальная нефтяная корпорация (Kuwait National Petroleum Company, KNPC), в которой 60 % акций принадлежало правительству страны, а 40 % — частным инвесторам. В 1968 году KNPC начала строительство нефтеперерабатывающего завода в порту Шуайба.
В 1975 году Kuwait Oil Company была национализирована. В 1976 году была национализирована нефтехимическая компания Petrochemical Industries Co. (PIC), а в 1979 году — транспортная компания Kuwait Oil Tanker Co. (KOTC). Для всех этих компаний в январе 1980 года была создана холдинговая компания Kuwait Petroleum Corporation. В 1981 году ею были созданы ещё две структуры, Kuwait Foreign Petroleum Exploration Company (KUFPEC) для нефтедобычи в других странах, и Kuwait International Petroleum Investment Co. для инвестиций в нефтеперерабатывающие предприятия в других странах. К 1983 году более половины выручки приносила продажа нефтепродуктов, на конец 1980-х годов в стране работало 3 НПЗ общей производительностью 700 тыс. баррелей в день. Также в 1980-х годах было сделано несколько крупных зарубежных приобретений: калифорнийская нефтедобывающая компания Santa Fe International в 1981 году за 2,5 млрд долларов, НПЗ и сети автозаправочных станций Gulf Oil в странах Бенилюкс, Скандинавии и Италии в 1983—84 годах, сети АЗС в Бельгии и Великобритании в 1987—88 годах. На 1989 год у Kuwait Petroleum Corporation было 4500 АЗС в семи странах и два НПЗ в Дании. С 1987 году компания начала работать под брендом Q8. В марте 1989 года было достигнуто соглашение с Таиландом о разведке и добычи там нефти и создании сети АЗС. Кроме этого, KUFPEC вела разведку нефти в Тунисе, Бахрейне, Египте, Индонезии и КНР. С началом войны в Персидском заливе и оккупации Кувейта Ираком штаб-квартира Kuwait Petroleum Corporation была временно перенесена в Лондон, с окончанием войны компания смогла быстро восстановить операции, уже в июне 1991 года начав экспорт нефти и нефтепродуктов. В 1990-х годах при участии Union Carbide в Кувейте был построен крупный нефтехимический комплекс Equate.

## Структура
- Kuwait Oil Company Ltd. — основана в 1934 году, занимается добычей нефти и газа в Кувейте.
- Kuwait National Petroleum Company — основана в 1960 году; нефтепереработка и продажа нефтепродуктов в Кувейте, экспорт нефтепродуктов. Выручка в 2019/20 финансовом году составляла 7,6 млрд кувейтских динаров ($24,7 млрд), 6322 сотрудника, 2 НПЗ, 48 АЗС[6].
- Kuwait Petroleum International — основана в 1983 году, международная сеть автозаправочных станций; 4000 АЗС, объём продаж — 450 тыс. баррелей в день[7].
- Kuwait Gulf Oil Company — основана в 2002 году для нефтедобычи в Саудовско-кувейтской нейтральной зоне[8].
- Petrochemicals Industries Company — основана в 1963 году, нефтехимическая компания Кувейта, предприятия в Кувейте, Бахрейне, США, Канаде, Германии, Вьетнаме и Южной Корее[9].
- Kuwait Foreign Petroleum Exploration Company — компания, занимающаяся нефтефтедобычей вне Кувейта, основана в 1981 году. Присутствует в Австралии, Канаде, Пакистане, Малайзии, Индонезии, Китае, Филиппинах, Йемене, Норвегии, Великобритании, Египте, Тунисе и Мавритании; в основном это доли в проектах, оператор добычи только в 4 из них. Выручка за 2020 год составила 340 млн кувейтских динаров ($1,11 млрд)[10].
- Kuwait Oil Tanker Company — основана в 1957 году, владеет флотом из танкеров для транспортировки нефти, нефтепродуктов и сжиженного газа; 31 танкер[11].
- Kuwait Integrated Petroleum Industries Company — основанная в 2017 году компания для строительства и управления нефтеперерабатывающим и нефтехимический комплексом Эз-Заур (Al Zour Refinery[англ.]) в портовом городе Эз-Заур[12].